# فیلیپ گریر
فیلیپ گریر (انگلیسی: Philippe Guerrier; ۱۹ دسامبر ۱۷۵۷ – ۱۵ آوریل ۱۸۴۵) سیاستمدار اهل هائیتی بود. او یک افسر در ارتش هائیتی بود که رئیس‌جمهور هائیتی شد.
گریر در ۱۵ آوریل ۱۸۴۵ که هنوز در مقام ریاست جمهوری بود درگذشت.

## زندگی
گریر یک افسر شاخص و مورد احترام بود. او به‌طور موفقیت‌آمیز فرماندهی ارتش سیاه‌پوستان جنوب را در جریان انقلاب هائیتی برعهده داشت. پس از استقلال هائیتی، او از خدمت فعال نظامی کناره گرفت و به کار در مزرعه‌ای که متعلق به خودش بود پرداخت. پادشاه هنری اول به او القاب موروثی دوک آوانسه و دوک میربله را داد.
در سال ۱۸۴۴، نارضایتی در میان کشاورزان و کشتکاران روستایی، در مورد شرایط اقتصادی در داخل کشور، فوران کرد. این ناراضیان گروه‌هایی از مردان مسلح به نام «پیکت» را تشکیل دادند. پیکت‌ها به تدریج تحت فرمان یک افسر سابق ارتش به نام لوئی ژان ژاک آکائو قرار گرفتند که از آنها برای برهم زدن کنترل دولت بر جنوب هائیتی استفاده کرد.

## درگذشت
دستگیری‌های زیادی در مناطق ژرمی، لوس کایوس، لئوگان و پورتو پرنس به راه افتاد. در ۱۲ آوریل ۱۸۴۵، بنا بر فرمان رئیس‌جمهور کل کشور تحت محاصره قرار گرفت و شوراهای نظامی ویژه‌ای برای محاکمه همدستان ریویر هرارلد تشکیل شد. مسئول این اقدامات فرد گریر نبود زیرا او چنان فرسوده از بیماری و از کار افتادگی به دلیل سن بالا شده بود که دیگر نمی‌دانست چه چیزی را امضا می‌کند. گریر سه روز بعد در ۱۵ آوریل درگذشت. مراسم تشییع جنازه او در ۲۶ آوریل، در زمان سلطنت شاهزاده پیرو، جانشین او، در سنت مارک برگزار شد. بقایای او سپس در ۲ مه ۱۸۴۵ به فورت لاسورس، در نزدیکی شهر دسالینز منتقل شد.